# Мађоре (језеро)
Језеро Мађоре или Вербано (итал. Lago Maggiore или Verbano; звано и језеро Локарно) је предалпско језеро ледничког порекла и друго је по величини у Италији.

## Географски положај
Језеро Мађоре се налази на надморској висини од око 193 m, његова површина износи 212 km² од којих се око 80% налази у Италији а осталих 20% у Швајцарској.
Обим му је 170 km а дужина 54 km ; највећа ширина је 10 km а просечна 3,9 km.
Запремина износи 37,5 милијарди m³ воде, која се према теоретским прорачунима обнавља сваке 4 године.
Највећа дубина је 370 m .

## Флора
Иако налази на северу Италије, језеро Мађоре због велике количине воде утиче на микроклиму, тако да у његовој околини успевају типичне медитеранске биљке, као што су лимун, маслине, ловор, камелије, азалеје, рододендрон и магнолија.

## Ветрови
Као и на свим подалпским језерима, и на Језеру Мађоре сваки дан дувају две врсте ветрова,
Један који долази ујутро са планина према равници (назван мошендрино) и други слабији ветар који пирка из равнице према планини поготово поподне (познат под називом инверна). 
Пошто су веома константни, језеро Мађоре је одлично место где се могу упражњавати спортови као једрење и виндсурф.